# Alloperla chandleri
Alloperla chandleri är en bäcksländeart som beskrevs av Jewett 1954. Alloperla chandleri ingår i släktet Alloperla och familjen blekbäcksländor. Inga underarter finns listade i Catalogue of Life.